# Discografia dei Twenty One Pilots
La discografia dei Twenty One Pilots, duo musicale statunitense in attività dal 2009, si compone di sette album in studio, due album dal vivo, otto EP e trentacinque singoli.
Dopo i primi due album autoprodotti, di marginale successo commerciale, il gruppo raggiunge la notorietà internazionale con l'album Vessel, pubblicato nel 2013 e accompagnato dai singoli certificati disco d'oro Holding on to You, House of Gold e Car Radio, comunque già presenti nel precedente album Regional at Best, del 2011.
Bissa il successo del suo predecessore l'album del 2015 Blurryface, che debutta direttamente al primo posto della Billboard 200 e viene promosso dal successo dei singoli Tear in My Heart, Ride e Stressed Out. Quest'ultimo raggiunge nel 2016 la Top 10 in diverse classifiche del mondo (tra le quali la Billboard Hot 100, arrivando al secondo posto), diventando il primo grande successo internazionale del gruppo e facendo debuttare anche Vessel nelle principali classifiche europee in cui ancora non era entrato (a distanza di tre anni dalla sua pubblicazione) e il primo album del gruppo, Twenty One Pilots del 2009, nella Billboard 200. Nel 2016 viene pubblicato il singolo Heathens, che raggiunge come Stressed Out il secondo posto della Billboard Hot 100 e che si divide con quest'ultimo e Ride il primo posto nella Hot Rock & Alternative Songs di Billboard per oltre 65 settimane, rendendo i Twenty One Pilots uno dei gruppi di maggior successo della storia della classifica.
Nel 2018 esce il quinto album in studio Trench, anch'esso di discreto successo commerciale e al primo posto della Billboard 200, promosso dal doppio singolo Jumpsuit/Nico and the Niners e da My Blood e Chlorine. Nel 2021 esce il sesto album Scaled and Icy, anticipato dai singoli Shy Away e Saturday. Nel 2024 escono i singoli Overcompensate, Next Semester, Backslide e The Craving, che anticipano il settimo album Clancy.
Appena un anno dopo, nel 2025, esce il singolo The Contract, che va ad anticipare l'ottavo album in studio Breach.

## Album

### Album in studio
| Anno | Titolo | Classifiche | Classifiche | Classifiche | Classifiche | Classifiche | Classifiche | Classifiche | Classifiche | Classifiche | Classifiche | Certificazioni |
| Anno | Titolo | USA         | USA Alt.    | USA Rock    | AUS         | CAN         | IRE         | JPN         | NLD         | NZL         | UK          | Certificazioni |
| ---- | --- | ----------- | ----------- | ----------- | ----------- | ----------- | ----------- | ----------- | ----------- | ----------- | ----------- | --- |
| 2009 | Twenty One Pilots - Pubblicato: 29 dicembre - Etichetta: indipendente - Formato: CD, download digitale                        | 139         | —           | —           | —           | —           | —           | —           | —           | —           | —           | - USA: Oro |
| 2011 | Regional at Best - Pubblicato: 11 luglio - Etichetta: indipendente - Formato: CD, download digitale                           | —           | —           | —           | —           | —           | —           | —           | —           | —           | —           | |
| 2013 | Vessel - Pubblicato: 8 gennaio - Etichetta: Fueled by Ramen - Formato: CD, LP, MC, download digitale                          | 21          | 10          | 15          | 51          | 29          | 24          | 62          | 62          | —           | 46          | - AUS: Oro - CAN: Oro - DNK: Oro - NLD: Oro - NZL: Platino - UK: Platino - USA: Platino (2) |
| 2015 | Blurryface - Pubblicato: 15 maggio - Etichetta: Fueled by Ramen - Formato: CD, LP, MC, download digitale                      | 1           | 1           | 1           | 7           | 4           | 7           | 61          | 18          | 2           | 5           | - AUS: Platino - AUT: Platino - BRA: Platino (2) - CAN: Platino (6) - DEU: Platino - DNK: Platino (2) - FIN: Oro - ITA: Platino - MEX: Platino - NLD: Oro - NOR: Oro - NZL: Platino (4) - POL: Platino (3) - SGP: Oro - SWE: Oro - SWI: Platino (2) - SWI: Platino - UK: Platino (2) - USA: Platino (6) |
| 2018 | Trench - Pubblicato: 5 ottobre - Etichetta: Fueled by Ramen, Elektra Records - Formato: CD, LP, MC, download digitale         | 2           | 1           | 1           | 1           | 2           | 2           | 38          | 1           | 1           | 2           | - AUT: Oro - BRA: Platino - CAN: Platino - ITA: Oro - MEX: Oro - NZL: Platino - POL: Oro - UK: Oro - USA: Platino |
| 2021 | Scaled and Icy - Pubblicato: 21 maggio - Etichetta: Fueled by Ramen, Elektra Records - Formato: CD, LP, MC, download digitale | 3           | 1           | 1           | 3           | 5           | 5           | 36          | 7           | 3           | 3           | - CAN: Oro - UK: Argento - USA: Oro |
| 2024 | Clancy - Pubblicato: 24 maggio - Etichetta: Fueled by Ramen, Elektra Records - Formato: CD, LP, MC, download digitale         | 3           | 1           | 1           | 1           | 3           | 3           | 27          | 2           | 3           | 2           | - UK: Oro |

### Album dal vivo
| Anno | Titolo                                                                                                  | Classifiche | Classifiche | Classifiche |
| Anno | Titolo                                                                                                  | USA         | USA Alt.    | USA Rock    |
| ---- | --- | ----------- | ----------- | ----------- |
| 2016 | Blurryface Live - Pubblicato: 25 novembre - Etichetta: Fueled by Ramen - Formato: 3 LP                  | —           | 18          | 28          |
| 2023 | MTV Unplugged - Pubblicato: 21 aprile - Etichetta: Fueled by Ramen - Formato: CD, LP, download digitale | 147         | 23          | —           |

## Extended play
| Anno | Titolo                                                                                                 | Classifiche | Classifiche | Classifiche |
| Anno | Titolo                                                                                                 | USA         | USA Alt.    | USA Rock    |
| ---- | --- | ----------- | ----------- | ----------- |
| 2012 | Three Songs - Pubblicato: 17 luglio - Etichetta: Fueled by Ramen - Formato: download digitale          | —           | —           | —           |
| 2013 | Migraine - Pubblicato: 14 giugno - Etichetta: Fueled by Ramen - Formato: download digitale             | —           | —           | —           |
| 2014 | Quiet Is Violent - Pubblicato: 1º agosto - Etichetta: Fueled by Ramen - Formato: CD, download digitale | —           | —           | —           |
| 2015 | The LC LP - Pubblicato: 18 aprile - Etichetta: Fueled by Ramen - Formato: 7"                           | —           | —           | —           |
| 2016 | Double Sided - Pubblicato: 16 aprile - Etichetta: Fueled by Ramen - Formato: 7"                        | —           | —           | —           |
| 2016 | TOPxMM - Pubblicato: 20 dicembre - Etichetta: Fueled by Ramen - Formato: download digitale             | 161         | 11          | 12          |
| 2018 | Trench 10" Triplet EP - Pubblicato: 5 ottobre - Etichetta: Fueled by Ramen - Formato: 10"              | —           | —           | —           |
| 2021 | Location Sessions - Pubblicato: 12 giugno - Etichetta: Fueled by Ramen - Formato: 12"                  | —           | —           | —           |

## Singoli
| Anno | Titolo                   | Classifiche | Classifiche | Classifiche | Classifiche | Classifiche | Classifiche | Classifiche | Classifiche | Classifiche | Classifiche | Certificazioni | Album di provenienza                   |
| Anno | Titolo                   | USA         | USA Alt.    | USA Rock    | AUS         | CAN         | DEU         | IRE         | JPN         | NZL         | UK          | Certificazioni | Album di provenienza                   |
| ---- | ------------------------ | ----------- | ----------- | ----------- | ----------- | ----------- | ----------- | ----------- | ----------- | ----------- | ----------- | --- | -------------------------------------- |
| 2012 | Holding on to You        | —           | 10          | 33          | —           | —           | —           | —           | —           | —           | —           | - AUS: Oro - NZL: Oro - UK: Argento - USA: Platino (2) | Regional at Best / Vessel              |
| 2012 | Guns for Hands           | —           | —           | —           | —           | —           | —           | —           | 21          | —           | —           | - USA: Platino | Vessel                                 |
| 2013 | Lovely                   | —           | —           | —           | —           | —           | —           | —           | 67          | —           | —           | | Vessel                                 |
| 2013 | Fake You Out             | —           | —           | —           | —           | —           | —           | —           | —           | —           | —           | - USA: Oro | Vessel                                 |
| 2013 | House of Gold            | —           | 10          | 38          | —           | —           | —           | —           | —           | —           | —           | - CAN: Platino - NZL: Oro - USA: Platino (2) | Vessel                                 |
| 2014 | Car Radio                | 115         | 28          | 20          | —           | —           | —           | —           | —           | —           | —           | - CAN: Platino - NZL: Platino - UK: Oro - USA: Platino (3) | Vessel                                 |
| 2015 | Fairly Local             | 84          | —           | 8           | —           | —           | —           | —           | —           | —           | —           | - CAN: Oro - NZL: Oro - USA: Platino | Blurryface                             |
| 2015 | Tear in My Heart         | 82          | 2           | 6           | —           | 68          | —           | —           | 88          | —           | —           | - CAN: Platino (2) - NZL: Platino - UK: Oro - USA: Platino (3) | Blurryface                             |
| 2015 | Stressed Out             | 2           | 1           | 1           | 2           | 3           | 3           | 5           | —           | 5           | 12          | - AUS: Platino (5) - AUT: Platino (2) - BEL: Platino (2) - CAN: Diamante - DEU: Platino - DNK: Platino - FIN: Platino - FRA: Diamante - ITA: Platino (5) - MEX: Oro - NLD: Platino - NOR: Platino (3) - NZL: Platino (6) - POL: Diamante (2) - SWE: Platino (4) - SWI: Platino (2) - UK: Platino - USA: Diamante | Blurryface                             |
| 2015 | Lane Boy                 | —           | —           | 28          | —           | —           | —           | —           | —           | —           | —           | - CAN: Oro - NZL: Platino - USA: Platino (2) | Blurryface                             |
| 2015 | Ride                     | 5           | 1           | 1           | 18          | 13          | 21          | 38          | —           | 14          | 47          | - AUS: Platino - BEL: Platino - CAN: Platino (9) - DEU: Platino - DNK: Oro - ITA: Platino (3) - NOR: Platino - NZL: Platino (4) - SWE: Platino (4) - SWI: Platino (2) - SWI: Platino - UK: Platino (2) - USA: Diamante                                                                                           | Blurryface                             |
| 2016 | Heathens                 | 2           | 1           | 1           | 3           | 3           | 9           | 4           | —           | 2           | 5           | - AUS: Platino (2) - BEL: Platino - CAN: Diamante - DEU: Platino - DNK: Platino - FRA: Diamante - ITA: Platino (2) - NZL: Platino (5) - SWI: Platino - UK: Platino (3) - USA: Diamante | Suicide Squad: The Album               |
| 2016 | Cancer                   | 91          | —           | 6           | 53          | 75          | —           | —           | —           | —           | 93          | - USA: Oro | Rock Sounds Presents: The Black Parade |
| 2017 | Heavydirtysoul           | 125         | 2           | 8           | —           | —           | —           | —           | —           | —           | —           | - CAN: Platino (2) - ITA: Oro - NZL: Oro - POL: Platino - UK: Argento - USA: Platino (2) | Blurryface                             |
| 2018 | Jumpsuit                 | 50          | 1           | 6           | 76          | 61          | —           | 41          | —           | —           | 50          | - CAN: Platino - NZL: Oro - POL: Oro - UK: Argento - USA: Platino | Trench                                 |
| 2018 | Nico and the Niners      | 79          | —           | 7           | —           | 75          | —           | 60          | —           | —           | 88          | - NZL: Oro - POL: Oro - USA: Oro | Trench                                 |
| 2018 | Levitate                 | —           | —           | 11          | —           | —           | —           | —           | —           | —           | —           | - USA: Oro | Trench                                 |
| 2018 | My Blood                 | 81          | 2           | 6           | —           | 76          | —           | 61          | —           | —           | 62          | - CAN: Oro - NZL: Oro - UK: Argento - USA: Platino | Trench                                 |
| 2019 | Chlorine                 | 105         | 1           | 3           | —           | 85          | —           | 64          | —           | —           | —           | - CAN: Platino (2) - FRA: Oro - ITA: Oro - NZL: Oro - POL: Oro - UK: Oro - USA: Platino (2) | Trench                                 |
| 2019 | Cut My Lip (Brooklyn)    | —           | —           | —           | —           | —           | —           | —           | —           | —           | —           | | Location Sessions                      |
| 2019 | The Hype                 | —           | 1           | 3           | —           | —           | —           | —           | —           | —           | —           | - USA: Oro | Trench                                 |
| 2020 | Level of Concern         | 23          | 1           | 1           | —           | 53          | —           | 29          | —           | —           | 42          | - CAN: Platino - NZL: Oro - POL: Oro - UK: Argento - USA: Platino | /                                      |
| 2020 | Christmas Saves the Year | —           | 32          | 35          | —           | —           | —           | —           | —           | —           | —           | | /                                      |
| 2021 | Shy Away                 | 87          | 1           | 7           | —           | 67          | —           | 56          | —           | —           | 56          | - CAN: Oro - USA: Oro | Scaled and Icy                         |
| 2021 | Choker                   | —           | —           | 14          | —           | —           | —           | 83          | —           | —           | 88          | | Scaled and Icy                         |
| 2021 | Saturday                 | —           | 1           | 10          | —           | —           | —           | —           | —           | —           | 97          | - USA: Oro | Scaled and Icy                         |
| 2021 | The Outside              | —           | 1           | 28          | —           | 30          | —           | —           | —           | 18          | —           | | Scaled and Icy                         |
| 2024 | Overcompensate           | 64          | 2           | 7           | 73          | 49          | —           | —           | —           | —           | 34          | | Clancy                                 |
| 2024 | Next Semester            | —           | —           | 22          | —           | —           | —           | —           | —           | —           | —           | | Clancy                                 |
| 2024 | Backslide                | —           | —           | 21          | —           | —           | —           | —           | —           | —           | 99          | | Clancy                                 |
| 2024 | The Craving              | 83          | 2           | 20          | —           | —           | —           | —           | —           | —           | 66          | | Clancy                                 |
| 2024 | The Line                 | 109         | 1           | 13          | —           | 86          | —           | —           | —           | —           | 87          | | Arcane: Season Two Original Soundtrack |
| 2025 | Doubt (Demo)             | —           | —           | 23          | —           | 96          | 85          | —           | —           | —           | —           | | /                                      |
| 2025 | The Contract             | 104         | 8           | 15          | —           | —           | —           | —           | —           | —           | 33          | | Breach                                 |
| 2025 | Drum Show                | —           | —           | —           | —           | —           | —           | —           | —           | —           | —           | | Breach                                 |

## Altri brani classificati o certificati
| Anno | Titolo                        | Classifiche | Classifiche | Classifiche | Classifiche | Certificazioni                                                           | Album di provenienza |
| Anno | Titolo                        | USA         | USA Rock    | IRE         | UK          | Certificazioni                                                           | Album di provenienza |
| ---- | ----------------------------- | ----------- | ----------- | ----------- | ----------- | ------------------------------------------------------------------------ | -------------------- |
| 2013 | Ode to Sleep                  | —           | —           | —           | —           | - USA: Platino                                                           | Vessel               |
| 2013 | Migraine                      | —           | —           | —           | —           | - CAN: Oro - NZL: Oro - UK: Argento - USA: Platino                       | Vessel               |
| 2013 | Semi-Automatic                | —           | —           | —           | —           | - USA: Oro                                                               | Vessel               |
| 2013 | Screen                        | —           | —           | —           | —           | - USA: Oro                                                               | Vessel               |
| 2013 | The Run and Go                | —           | —           | —           | —           | - USA: Oro                                                               | Vessel               |
| 2013 | Trees                         | —           | —           | —           | —           | - USA: Oro                                                               | Vessel               |
| 2013 | Truce                         | —           | —           | —           | —           | - USA: Oro                                                               | Vessel               |
| 2015 | The Judge                     | —           | 32          | —           | —           | - AUS: Oro - CAN: Platino - NZL: Oro - UK: Argento - USA: Platino        | Blurryface           |
| 2015 | Doubt                         | —           | 32          | —           | —           | - AUS: Oro - CAN: Oro - NZL: Oro - POL: Oro - UK: Argento - USA: Platino | Blurryface           |
| 2015 | Polarize                      | —           | 31          | —           | —           | - CAN: Oro - POL: Oro - UK: Argento - USA: Platino                       | Blurryface           |
| 2015 | Goner                         | —           | 32          | —           | —           | - USA: Platino                                                           | Blurryface           |
| 2015 | Message Man                   | —           | 35          | —           | —           | - CAN: Oro - USA: Platino                                                | Blurryface           |
| 2015 | We Don't Believe What's on TV | —           | 36          | —           | —           | - USA: Platino                                                           | Blurryface           |
| 2015 | Hometown                      | —           | —           | —           | —           | - USA: Platino                                                           | Blurryface           |
| 2015 | Not Today                     | —           | —           | —           | —           | - USA: Oro                                                               | Blurryface           |
| 2018 | Morph                         | 106         | 9           | 54          | 67          | - CAN: Oro - USA: Oro                                                    | Trench               |
| 2018 | Neon Gravestones              | —           | 13          | —           | —           |                                                                          | Trench               |
| 2018 | Smithereens                   | —           | 14          | —           | —           |                                                                          | Trench               |
| 2018 | Pet Cheetah                   | —           | 16          | —           | —           |                                                                          | Trench               |
| 2018 | Bandito                       | —           | 18          | —           | —           |                                                                          | Trench               |
| 2018 | Cut My Lip                    | —           | 19          | —           | —           |                                                                          | Trench               |
| 2018 | Legend                        | —           | 21          | —           | —           |                                                                          | Trench               |
| 2018 | Leave the City                | —           | 23          | —           | —           |                                                                          | Trench               |
| 2021 | Mulberry Streat               | —           | 32          | —           | —           |                                                                          | Scaled and Icy       |
| 2021 | Good Day                      | —           | 30          | —           | —           |                                                                          | Scaled and Icy       |
| 2021 | No Chances                    | —           | 35          | —           | —           |                                                                          | Scaled and Icy       |
| 2021 | Never Take It                 | —           | 36          | —           | —           |                                                                          | Scaled and Icy       |
| 2021 | Redecorate                    | —           | 37          | —           | —           |                                                                          | Scaled and Icy       |
| 2021 | Formidable                    | —           | 38          | —           | —           |                                                                          | Scaled and Icy       |
| 2021 | Bounce Man                    | —           | 39          | —           | —           |                                                                          | Scaled and Icy       |
| 2024 | Midwest Indigo                | —           | 30          | —           | —           |                                                                          | Clancy               |
| 2024 | Routines in the Night         | —           | 26          | —           | —           |                                                                          | Clancy               |
| 2024 | Vignette                      | —           | 29          | —           | —           |                                                                          | Clancy               |
| 2024 | Lavish                        | —           | 36          | —           | —           |                                                                          | Clancy               |
| 2024 | Navigating                    | —           | 34          | —           | —           |                                                                          | Clancy               |
| 2024 | Snap Back                     | —           | 42          | —           | —           |                                                                          | Clancy               |
| 2024 | Oldies Station                | —           | 46          | —           | —           |                                                                          | Clancy               |
| 2024 | At the Risk of Feeling Dumb   | —           | 38          | —           | —           |                                                                          | Clancy               |
| 2024 | Paladin Strait                | —           | 47          | —           | —           |                                                                          | Clancy               |

## Videografia

### Video musicali
| Anno | Titolo                                   | Regista                    |
| ---- | ---------------------------------------- | -------------------------- |
| 2011 | Jar of Hearts (Christina Perri Cover)    | Mark C. Eshleman           |
| 2012 | House of Gold                            | Mark C. Eshleman           |
| 2012 | Goner                                    | Mark C. Eshleman           |
| 2012 | Can't Help Falling in Love (Elvis Cover) | Mark C. Eshleman           |
| 2012 | Holding on to You                        | Jordan Bahat               |
| 2013 | Guns for Hands                           | Mark C. Eshleman           |
| 2013 | Lovely                                   | Mark C. Eshleman           |
| 2013 | Car Radio                                | Mark C. Eshleman           |
| 2013 | House of Gold                            | Warren Kommers             |
| 2013 | Migraine                                 | Mark C. Eshleman           |
| 2013 | Truce                                    | Mark C. Eshleman           |
| 2014 | Mad World (Tears for Fears Cover)        | Mark C. Eshleman           |
| 2014 | Ode to Sleep                             | Mark C. Eshleman           |
| 2015 | Fairly Local                             | Mark C. Eshleman           |
| 2015 | Tear in My Heart                         | Marc Klasfeld              |
| 2015 | Stressed Out                             | Mark C. Eshleman           |
| 2015 | Lane Boy                                 | Mark C. Eshleman           |
| 2015 | Ride                                     | Mark C. Eshleman           |
| 2016 | Heathens                                 | Andrew Donoho              |
| 2017 | Heavydirtysoul                           | Andrew Donoho              |
| 2018 | Jumpsuit                                 | Andrew Donoho              |
| 2018 | Nico and the Niners                      | Andrew Donoho              |
| 2018 | Levitate                                 | Andrew Donoho              |
| 2018 | My Blood                                 | Tim Mattia                 |
| 2019 | Chlorine                                 | Mark C. Eshleman           |
| 2019 | The Hype                                 | Andrew Donoho              |
| 2019 | The Hype (Berlin)                        | Mark C. Eshleman           |
| 2020 | Level of Concern                         | Mark C. Eshleman           |
| 2021 | Shy Away                                 | Miles Cable & AJ Favicchio |
| 2021 | Choker                                   | Mark C. Eshleman           |
| 2021 | Saturday                                 | Andrew Donoho              |
| 2021 | Christmas Saves the Year                 | Mr. Oz                     |
| 2022 | The Outside                              | Andrew Donoho              |
| 2024 | Overcompensate                           | Mark C. Eshleman           |
| 2024 | Next Semester                            | Andrew Donoho              |
| 2024 | Backslide                                | Josh Dun                   |
| 2024 | The Craving (Jenna's Version)            | Mark C. Eshleman           |
| 2024 | Midwest Indigo                           | Mark C. Eshleman           |
| 2024 | Routines in the Night                    | Mark C. Eshleman           |
| 2024 | Vignette                                 | Mark C. Eshleman           |
| 2024 | The Craving (Single Version)             | Mark C. Eshleman           |
| 2024 | Lavish                                   | Mark C. Eshleman           |
| 2024 | Navigating                               | Mark C. Eshleman           |
| 2024 | Snap Back                                | Mark C. Eshleman           |
| 2024 | Oldies Station                           | Mark C. Eshleman           |
| 2024 | At the Risk of Feeling Dumb              | Mark C. Eshleman           |
| 2024 | Paladin Strait                           | Jensen Noen                |
| 2024 | The Line                                 | Andrew Donoho              |
| 2025 | Doubt (Demo)                             | Mark C. Eshleman           |
| 2025 | The Contract                             | Frédéric De Pontcharra     |
| 2025 | Drum Show                                | Mark C. Eshleman           |